# HMS Ardent (1782)
HMS Ardent (Корабль Его Величества «Ардент») — 64-пушечный линейный корабль третьего ранга. Второй корабль Королевского флота, названный HMS Ardent. Второй линейный корабль типа Crown, последнего типа британских 64-пушечных кораблей. Заложен в октябре 1780 года. Спущен на воду 21 декабря 1782 года на частной верфи Парсонса в деревне Бурследон.

## Служба
В 1784 году Ardent, под командованием капитана Гарри Хармуда, служил сторожевым кораблём в Портсмуте.
В начале французских революционных войн Ardent был частью средиземноморского флота, который в 1793 году находился в Тулоне по приглашению роялистов, но был вынужден покинуть город после нападения революционных войск под предводительством капитана Наполеона Бонапарта, который здесь положил начало своей блестящей карьере.
В сентябре 1793 года в составе эскадры Роберта Линсея отплыл из Тулона к Корсике, чтобы поддержать повстанцев под командованием генерала Паскуале Паоли. Эскадра совершила несколько нападений на укрепленные французские позиции, но британцы не смогли нанести существенного урона противнику до прибытия дополнительных судов Средиземноморского флота и высадки экспедиционных сил под командованием генерал-лейтенанта Дэвида Дандаса. Во время одной из таких атак, 30 сентября 1793 года, Линсей приказал своей эскадре обстреливать форт Форнелли, но не смог нанести ему ощутимый ущерб и был вынужден отступить. При этом корабли Courageux и Ardent были серьезно повреждены и понесли потери (Ardent потерял 14 человек убитыми и 17 ранеными).
В апреле 1794 года Ardent находился возле гавани Вилла Франка на Корсике, наблюдая за двумя французскими фрегатами. Предположительно на корабле начался пожар и он взорвался. Ни один из 500 членов экипажа не выжил, так что некому было рассказать, что случилось с судном. Berwick, который плыл в Генуэзский залив через этот район, обнаружил обломки корабля, по которым и было сделано предположение о судьбе Ardent.